# Stralingsschade

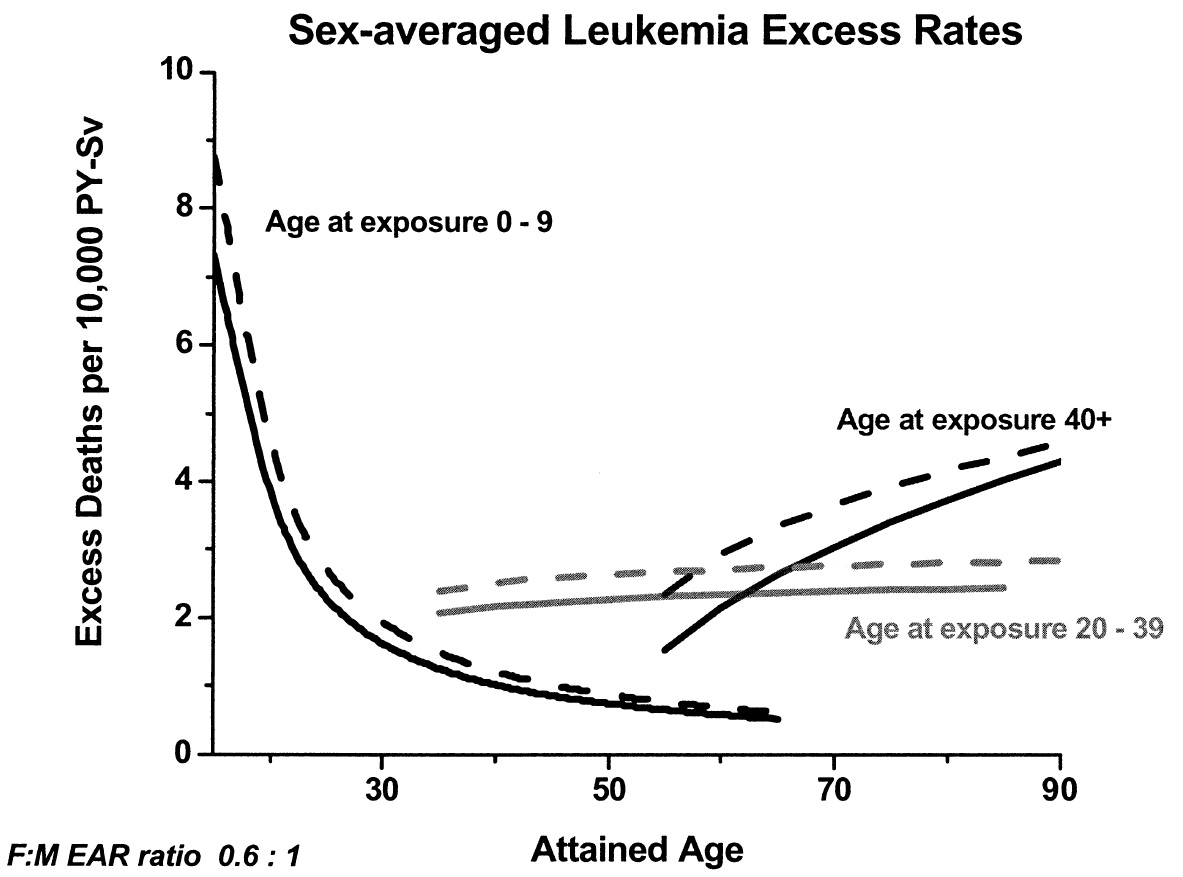
Voorkomen van leukemie als gevolg van stralingsschade

Stralingsschade is de schade die een organisme ondervindt na blootstelling aan ioniserende straling.
Door straling kunnen veranderingen (mutaties) in het DNA optreden.